# Kaptermitskvätta
Kaptermitskvätta (Myrmecocichla monticola) är en fågel i familjen flugsnappare inom ordningen tättingar.

## Utseende och läte
Kaptermitskvättan är en medelstor skvätta med varierande utseende, men alltid diagonistiskt vit övergump och vita yttre stjärtpennor hos båda könen. Hanen har både grå och svarta former med vita skuldror och svarta vingar. Den grå formen har ofta grå hjässa. Honan är sotbrun. Miombotermitskvättan liknar mörk hane kaptermitskvätta, men har svart stjärt och övergump samt återfinns i mer skogsartade biotoper.

## Utbredning och systematik
Kaptermitskvätta delas in i fyra underarter med följande utbredning:
- Myrmecocichla monticola albipileata – förekommer i kustnära områden i Angola (Benguela)
- Myrmecocichla monticola nigricauda – förekommer i Angola (högländer Huambo och i södra Cuanza Sul)
- Myrmecocichla monticola atmorii – förekommer i norra Namibia (i söder till Damaraland)
- Myrmecocichla monticola monticola – förekommer i södra Namibia, Sydafrika (österut till Limpopoprovinsen och västra KwaZulu-Natal), Lesotho och västra Swaziland

Tidigare placerades arten i släktet Oenanthe men DNA-studier visar den är en del av Myrmecocichla.

### Familjetillhörighet
Termitskvättorna ansågs fram tills nyligen liksom bland andra buskskvättor, stentrastar, rödstjärtar vara små trastar. DNA-studier visar dock att de är marklevande flugsnappare (Muscicapidae) och förs därför numera till den familjen.

## Levnadssätt
Kaptermitskvättan hittas i bergstrakter i öppen buskmark, steniga områden på plan mark och kring stenbyggnader. Där ses den i par eller smågrupper sittande på utsprång för att falla ner till marken för att födosöka.

## Status
Arten har ett stort utbredningsområde och beståndet anses stabilt. Internationella naturvårdsunionen IUCN listar den därför som livskraftig (LC).

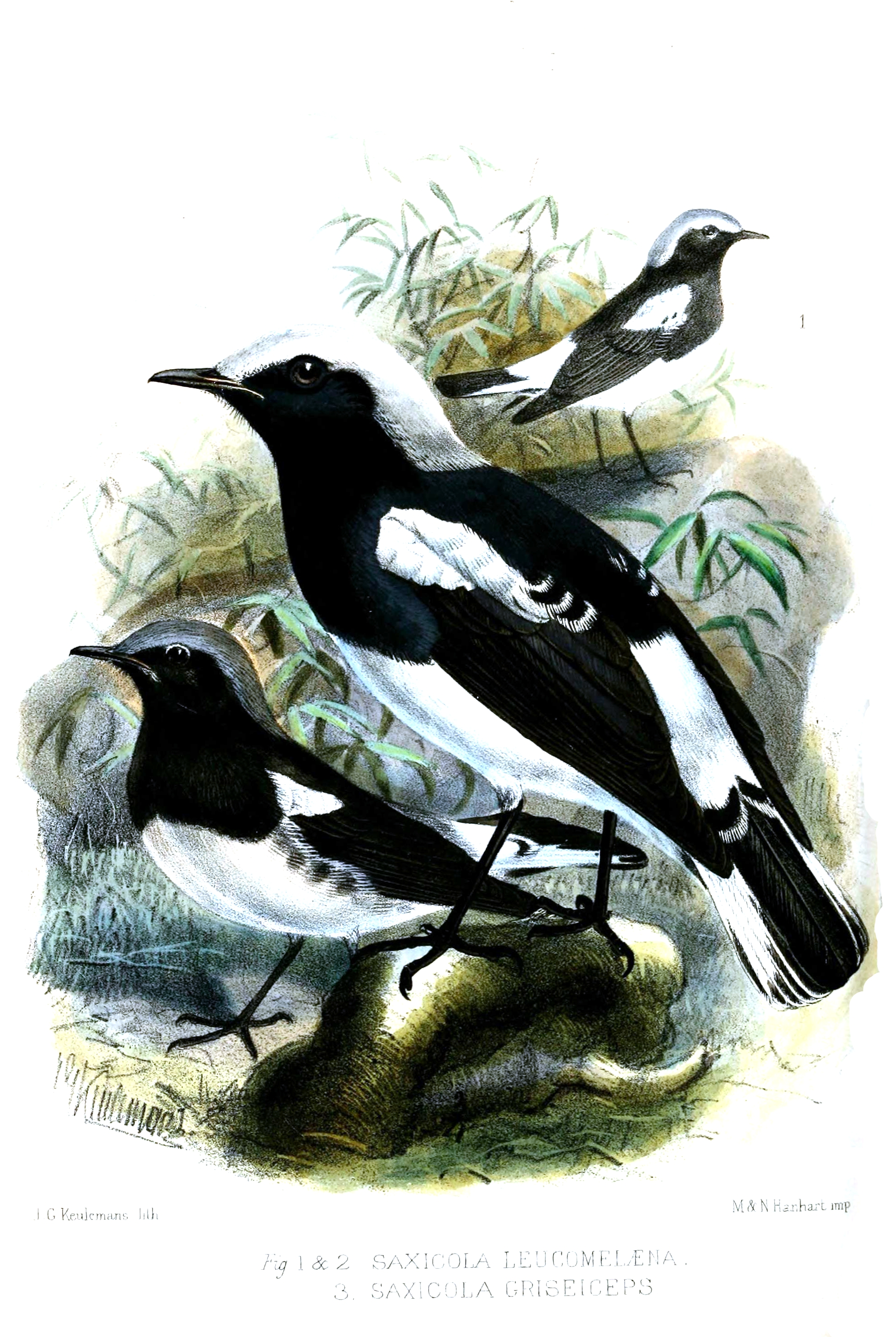
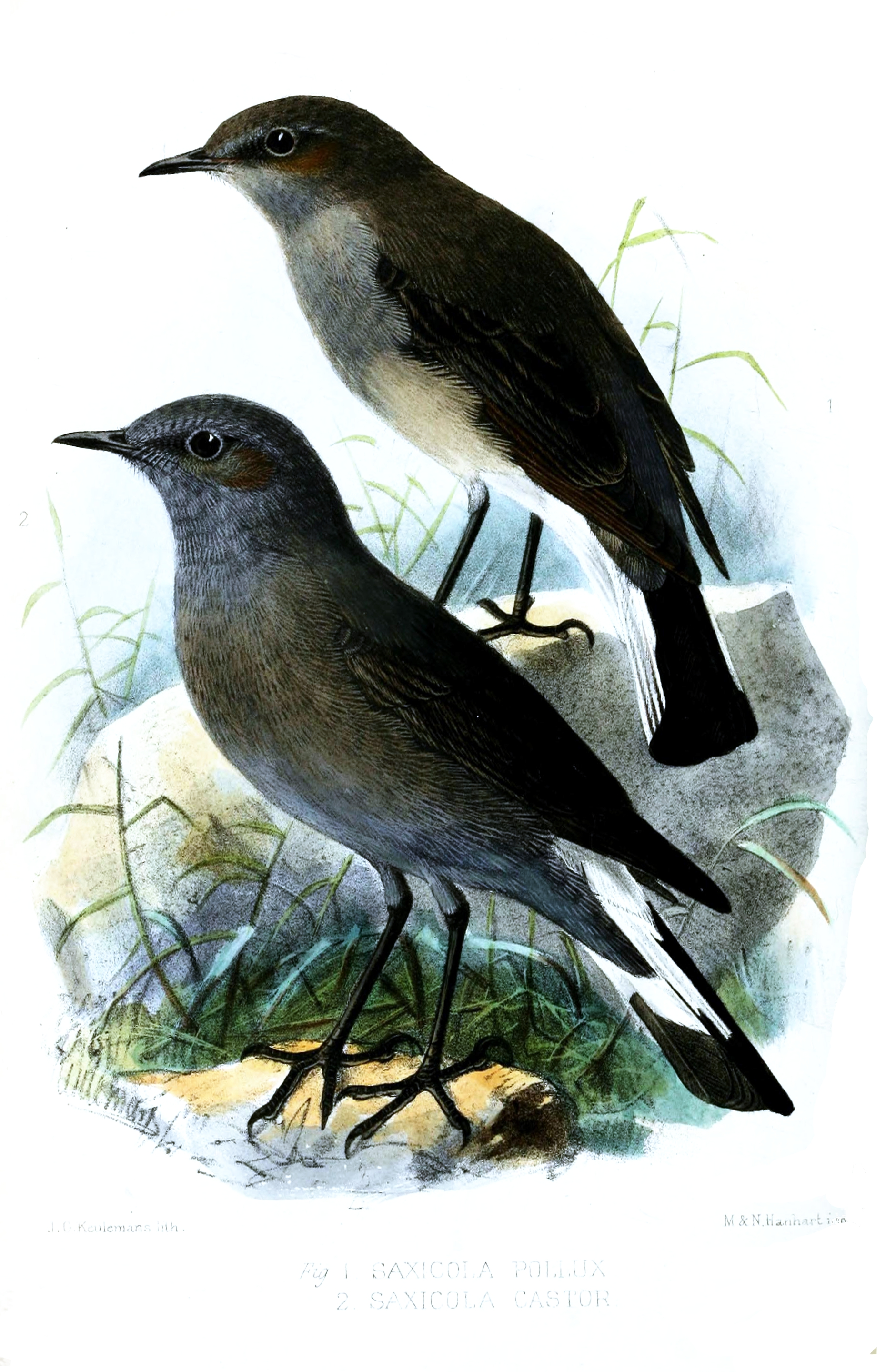